# 카말라 (프로레슬링 선수)

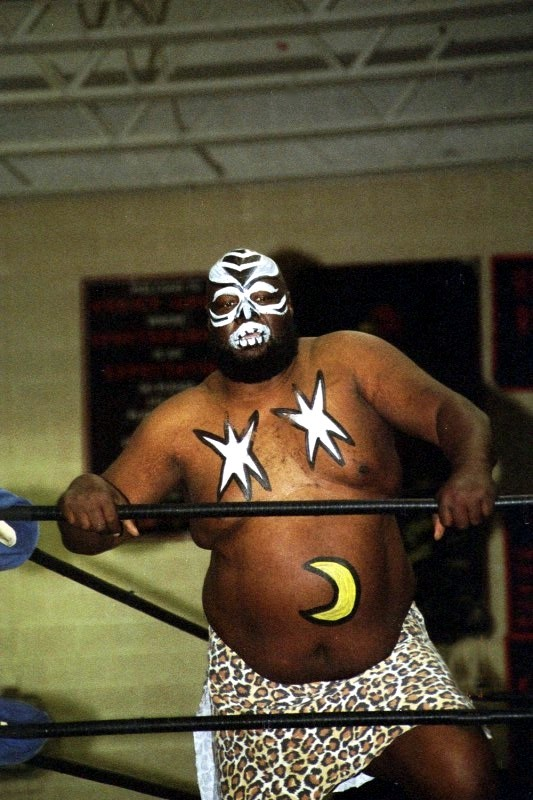
카말라

카말라(Kamala, 1950년 5월 28일 ~ 2020년 8월 9일)는 미국의 전 프로레슬링 선수이다. 본명은 제임스 해리스(James Harris)며 키는 201cm, 체중은 172kg이다.
현역 시절에는 '우간다의 거인'이라는 기믹으로 활동하였다.
2011년 11월에 당뇨병 합병증으로 인해 왼쪽 다리를 절단하는 수술을 받고 은퇴했다. 그 후 2012년 4월에는 오른쪽 다리도 절단했다. 2020년 8월 5일 코로나19 확진을 받고 입원하여 당뇨병과의 합병증과 투병중 심장마비로 사망하였다.

## 사용 기술
- 에어 아프리카(Air Africa)
- 카말라 스플래쉬(Kamala Splash)
- 오버헤드 찹(Overhead Chop)
- 사바테 킥(Savate Kick)
- 투-핸드 초크리프트(Two-Handed Chokelift)

## 수상
- AWA 서든 헤비웨이트 챔피언 (1회)
- GLWA 헤비웨이트 챔피언 (1회)
- NWA 미시시피 헤비웨이트 챔피언 (1회)
- IWA 유니파이드 스테이츠 헤비웨이트 챔피언 (1회)
- IWA 태그팀 챔피언 (1회) - 버디 울프
- NWA 유니파이드 스테이츠 태그팀 챔피언 (1회) - 시키나 오키
- PWI 랭크드 힘 #144 오브 더 500 베스트 싱글즈 레슬링 오브 더 "PWI 이열즈" 인 2003
- SXW 하드코어 챔피언 (1회)
- 클래스 오브 2012
- USWA 유니파이드 월드 헤비웨이트 챔피언 (4회)